# Gideon's Way
Gideon's Way  est une série télévisée britannique en 26 épisodes de 50 minutes créée par John Creasey, diffusée entre le 17 octobre 1964 et le 10 mai 1966 sur le réseau ITV.
Elle est fondée sur les romans écrits par John Creasey. Produite par ITC Entertainment.

## Synopsis
Les enquêtes du commandant George Gideon de Scotland Yard.

## Distribution
- John Gregson : Commandant George Gideon
- Alexander Davion : Inspecteur chef David Keen,
- Reginald Jessup : Détective Superintendent LeMaitre
- Ian Rossiter : Détective Chef Superintendent Joe Bell
- Basil Dignam : Commissaire Scott-Marle

## Épisodes
Les épisodes ont été tournés entre juin 1964 et mai 1965, sur place et aux studios Elstree.
1. State Visit
2. The 'V' Men
3. The Firebug
4. The Big Fix
5. The Housekeeper
6. The Ladykiller
7. To Catch a Tiger
8. Big Fish, Little Fish
9. The White Rat
10. How to Retire without Really Working
11. Subway to Revenge
12. The Great Plane Robbery
13. Gang War
14. The Tin God
15. The Alibi Man
16. The Wall
17. The Thin Red Line
18. A Perfect Crime
19. The Millionaire's Daughter
20. Morna
21. Boy Boy With Gun
22. Fall High, Fall Hard
23. The Prowler
24. The Reluctant Witness
25. The Rhyme and the Reason
26. The Nightlifers